# North Kansas City
North Kansas City – miasto w Stanach Zjednoczonych, w stanie Missouri, w hrabstwie Clay.